# Nils Schillgren
Nils Schillgren, född 6 januari 1696 i Skillingarum, Vimmerby landsförsamling, död 6 juni 1732 i Linköpings domkyrkoförsamling, Linköping, Östergötlands län, var en svensk präst, domkyrkoorganist och subkantor. 

## Biografi
Schillgren föddes 6 januari 1696 i Skillingarum, Vimmerby landsförsamling och var son till bonden Lars Persson. Han inskrevs vid Uppsala universitet 1715 och blev 1717-1720 musikstipendiat under directores musices Christian Zellinger och Eric Burman. Han prästvigdes 1721 och blev 1722 kollega i Norrköping och 1726 filosofie magister i Lund. 1731 flyttade han till Linköping och blev docent vid Linköpings gymnasium. Samma år blev han även organist och subkantor i domkyrkan. Schillgren avled den 6 juni 1732 och begravdes  den 7 juni i Linköpings domkyrka.
I dödsnotisen nämns att han var: En behaglig och kvick man.

### Familj
Schillgren gifte sig 1732 strax innan han dog med Anna Wallman (1701–1756). Hon var dotter till kyrkoherden Johan Wallman i Skällviks församling och Brita Holmér. Hon gifte om sig om sig 1736 med kyrkoherden Jöns Millerus i Högby församling.